# Fineilspitze
Fineilspitze (wł. Punta di Finale) – szczyt w Alpach Ötztalskich, części Centralnych Alp Wschodnich. Leży na granicy między Austrią (Tyrol), a Włochami (Południowy Tyrol). Od południowego wschodu szczyt przykrywa lodowiec Hochjochferner.
Szczyt można zdobyć drogami ze schronisk Martin-Busch-Hütte (2501 m) lub Similaunhütte (3019 m). Pierwszego wejścia dokonali Franz Senn, Cyprian Granbichler i Josef Gstrein 8 września 1865 r.